# Алексанян, Юрий Татевосович
Юрий Татевосович Алексанян (арм. Յուրի Տաթևոսի Ալեքսանյան; 9 июля 1938 — 15 августа 2023) — советский и армянский учёный-иммунолог, доктор медицинских наук, профессор, член-корреспондент АН АрмССР (1986), действительный член АН Армении (1996). Директор НИИ эпидемиологии, вирусологии и медицинской паразитологии имени А. Б. Алексаняна (1986—2006).

## Биография
Родился 9 июля 1938 года в Ереване, Армянской ССР.
С 1954 по 1961 год обучался в Ереванского государственного медицинского института. С 1964 по 1967 год обучался в аспирантуре Института микробиологии АМН СССР.
С 1968 по 1985 год на научно-исследовательской работе в Институте молекулярной биологии АН АрмССР в должности — руководителя научно-исследовательской лаборатории молекулярно-клеточной иммунологии.
С 1986 года на научной работе в НИИ эпидемиологии, вирусологии и медицинской паразитологии имени А. Б. Алексаняна Министерства здравоохранения АрмССР — Армении в должностях: с 1986 по 2006 год — директор этого института, с 2006 года — руководитель научно-исследовательской лаборатории эпидемиологии и иммунологии и одновременно с 2007 года — научный советник этого научного института.

### Научно-педагогическая деятельность и вклад в науку
Основная научно-педагогическая деятельность Ю. Т. Алексаняна была связана с вопросами в области иммунологии, проблем рефляции иммунного ответа и иммунологии опухолевых клеток, занимался исследованиями в области эпидемиологии инфекционных болезней и молекулярной биологии клетки. Ю. Т. Алексанян являлся — членом Правления Всесоюзного общества микробиологов, эпидемиологов и паразитологов, членом — Учёного медицинского совета Министерства здравоохранения Армении, членом Специализированных советов Института микробиологии и Национального института здоровья Армении, действительным членом РАЕН (с 2000) и Международной академии наук экологии и безопасности жизнедеятельности (с 2002), почётным членом Международной академии «Арарат» в Париже (с 2003). Ю. Т. Алексанян являлся — членом редсоветов научных журналов «Медицинская наука Армении», «Журнал микробиологии, эпидемиологии и иммунологии» и «Медицинская паразитология и паразитарные болезни».
В 1967 году защитил кандидатскую диссертацию по теме: «Иммунобиологическое изучение крысиной карциномы при гомотрансплантации и выращивании в однослойных культурах», в 1985 году защитил докторскую диссертацию на соискание учёной степени доктор медицинских наук. В 1993 году ему присвоено учёное звание профессор. В 1986 году он был избран член-корреспондентом АН АрмССР, в 1996 году — действительным членом НАН Армении. Ю. Т. Алексаняном было написано более двухсот тридцати научных работ, в том числе тридцати монографий и научных статей опубликованы в ведущих научных журналах.

## Основные труды
- Иммунобиологическое изучение крысиной карциномы при гомотрансплантации и выращивании в однослойных культурах / АМН СССР. — Москва : [б. и.], 1967. — 22 с.
- Иммунобиология культивируемых опухолевых и гибридных клеток / Ю. Т. Алексанян; АН АрмССР, Ин-т эксперим. биологии. — Ереван : Изд-во АН АрмССР, 1985. — 179 с.
- Иммунный ответ культивируемых лимфоцитов и получение гибридом, продуцирующих человеческие моноклональные антитела : [монография] / Ю. Т. Алексанян, Т. К. Давтян ; М-во здравоохранения Респ. Армения, НИИ эпидемиологии, вирусологии и мед. паразитологии им. А. Б. Алексаняна. — Ереван : Гитутюн, 1995. — 140 с.[4]

## Награды и звания
- Медаль «В ознаменование 100-летия со дня рождения Владимира Ильича Ленина»
- Медаль «Ветеран труда»[1]